# Aéroport de David
L'aéroport international Enrique Malek (code IATA : DAV • code OACI : MPDA) est un aéroport international situé dans la ville de David, province de Chiriqui, dans la République du Panama. 

## Situation
| Ustupu Achutupo Balboa Bocas · del Toro Changuinola Colón Contadora Corazón de Jesús David El Porvenir El Real Garachiné Jaqué Mulatupo Albrook Tocumen Pedasí Playón Chico Puerto Obaldia Sambú Puerto Piña Río Hato Las · Perlas Isla · del Rey |

## Statistiques
Pour des raisons techniques, il est temporairement impossible d'afficher le graphique qui aurait dû être présenté ici.

Voir la requête brute et les sources sur Wikidata.

## Compagnies aériennes et destinations
| Compagnies    | Destinations   |
| ------------- | -------------- |
| Air Panama    | Panama-Albrook |
| Copa Airlines | Panama-Tocumen |